# Wypiekacz

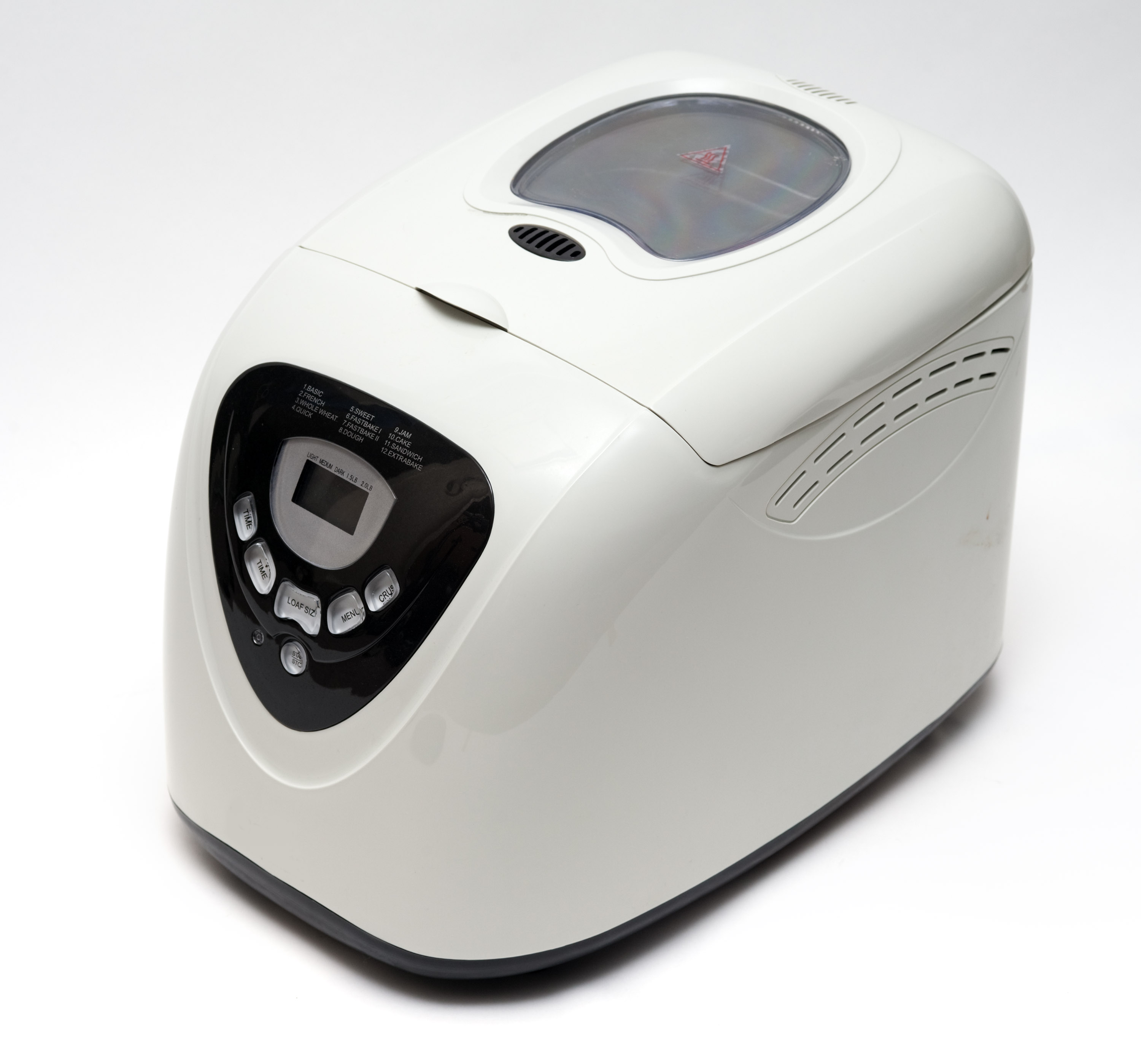
Jeden z wielu modeli wypiekaczy do chleba (model Morphy Richards Fastbake)

Wypiekacz do chleba (także: automat do pieczenia chleba) – urządzenie domowe do wypieku chleba. Składa się z formy do pieczenia chleba (lub „puszki”), w której dnie znajduje się jedno lub więcej wbudowane mieszadło łopatkowe, zamontowane pośrodku małego piekarnika. Ten mały piekarnik jest zwykle sterowany za pomocą prostego wbudowanego komputera poprzez ustawienia wprowadzane za pośrednictwem panelu sterowania. Większość maszyn do chleba ma różne cykle dla różnych rodzajów ciasta - w tym białego chleba, pełnoziarnistego, europejskiego (czasami oznaczonego jako „francuskie”), bezglutenowego, ciastek i wyrobów cukierniczych, i zwykłej masy ciastowej (do ciasta na pizzę, makaronu i ukształtowanych bochenków do wypieczenia w tradycyjnym piecu lub piekarniku). Wiele z nich ma również zegar, który umożliwia aktywację wypiekacza do chleba bez obecności operatora, a niektóre modele z wyższej półki pozwalają użytkownikowi zaprogramować niestandardowy cykl do indywidualnych wypieków, pewne modele mają także opcję wyrabiania domowych dżemów.